# Rainhilli mozdonypróba
A rainhilli mozdonypróba egy fontos verseny volt, amelyet 1829. október 6. és október 14. között rendeztek meg, hogy teszteljék George Stephenson érvelését, miszerint a mozdonyok használata a legjobb megoldás az akkoriban majdnem befejezett Liverpool and Manchester Railway (L&MR) számára. Tíz mozdony nevezett, amelyek közül öt tudott versenyezni, és egy 1,6 km hosszú sík pályán futottak végig Rainhillben, Lancashire-ben (ma Merseyside).
Stephenson Rocket gépe volt az egyetlen mozdony, amely teljesítette a próbákat, és győztesnek nyilvánították. Az L&MR igazgatói elfogadták, hogy mozdonyoknak kell közlekedniük az új vonalukon, szemben a javasolt drótkötelekkel és álló gőzgépekkel tervekhez képest, és George és Robert Stephenson kapta meg a megbízást, hogy mozdonyokat gyártson a vasútvonal számára.

## Háttér
A Liverpool and Manchester Railway igazgatói eredetileg helyhez kötött gőzgépeket akartak használni a vonatok kábelekkel történő vontatására. 1826-ban George Stephensont nevezték ki a vonal mérnökévé, és ő határozottan a gőzmozdonyok használata mellett érvelt ehelyett. Mivel a vasút a befejezéshez közeledett, az igazgatók úgy döntöttek, hogy versenyt rendeznek annak eldöntésére, hogy lehet-e mozdonyokat használni a vonatok vontatására; ez lett a Rainhilli mozdonypróba. 500 font (ami 2023-ban 46 810 fontnak felel meg) díjat ajánlottak fel a kísérletek győztesének.
Három neves mérnököt választottak ki bírónak: John Urpeth Rastrick mozdonyvezető mérnököt Stourbridge-ből, Nicholas Wood bányamérnököt Killingworthből, aki jelentős mozdonytervezési tapasztalattal rendelkezett, és John Kennedy manchesteri gyapotfonoda tulajdonost, a vasút egyik fő támogatóját.

## A versenyzők

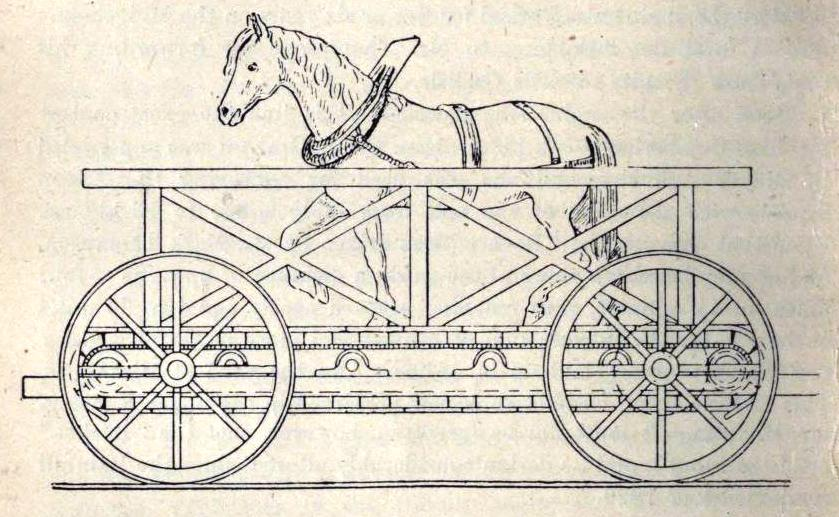
Brandreth Cycloped járműve
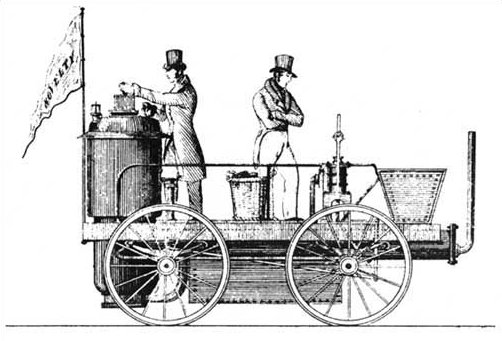
Ericsson and Braithwaite Novelty mozdonya
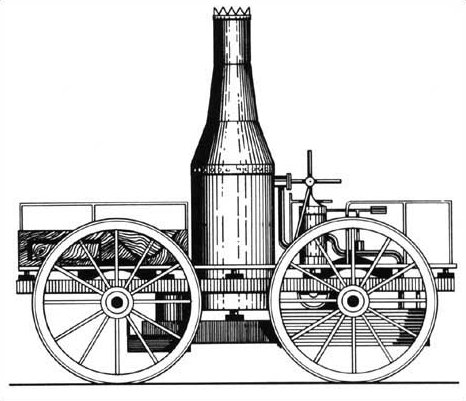
Burstall Perseverance mozdonya
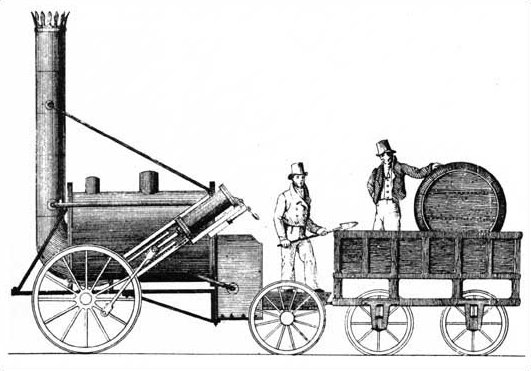
George Stephenson Rocket mozdonya
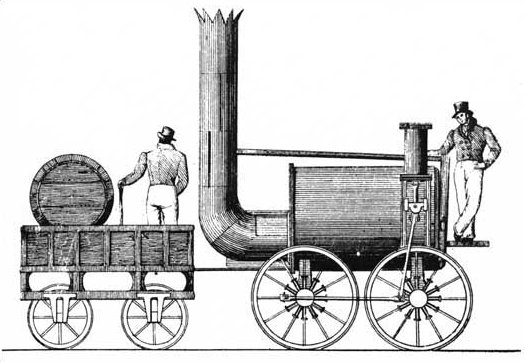
Hackworth Sans Pareil mozdonya

## A verseny eredménye
A Rocket volt az egyetlen mozdony, amely teljesítette a próbákat. Átlagosan 12 mérföld/óra (19 km/h) sebességgel haladt, a végsebessége pedig 30 mérföld/óra (48 km/h) volt, 13 tonnát vontatott, és az 500 fontos (2023-ban 46 810 fontnak megfelelő) díj nyertesének nyilvánították. Stephensonok kapták a megbízást, hogy mozdonyokat gyártsanak az L&MR számára.